# Anisia cinerea
Anisia cinerea là một loài ruồi trong họ Tachinidae.